# مؤسسة للا سلمى للوقاية وعلاج السرطان
مؤسسة للا سلمى للوقاية وعلاج السرطان هي مؤسسة مغربية غير حكومية لمحاربة السرطان، و تعمل منذ تأسيسها على محاربة داء السرطان و تحسين التكفل بالمرضى وتشجيع أعمال الوقاية و جعل محاربة السرطان أولوية من أولويات الصحة العمومية بالمغرب. و تنخرط المؤسسة أيضا في ميدان البحث العلمي عبر تعدد الشراكات داخل المغرب و خارجه.

## تأسيسها
بمبادرة من صاحبة السمو الملكي الأميرة للا سلمى، سنة 2005 تأسست مؤسسة للا سلمى للوقاية و علاج السرطان و كانت تحمل اسم جمعية للا سلمى لمحاربة داء السرطان، و نظرا لاتساع حجم أنشطتها و إنجازاتها و الميزانيات الهامة التي تخصصها لذلك و حضورها المتميز على الساحة الوطنية و الدولية أصبحت منذ مارس 2013 تحمل اسم مؤسسة للا سلمى للوقاية و علاج السرطان.

## الخدمات التي تسهر عليها المؤسسة
من الأوليات التي تحرص عليها مؤسسة للا سلمى للوقاية وعلاج السرطان و هي تزويد مختلف جهات المملكة المغربية بمراكز مرجعية للصحة الإنجابية للكشف المبكر عن سرطان الثدي و عنق الرحم بغرض تفعيل برنامج الكشف المبكر عن هذه السرطانات الذي تم تعميم أنشطته على كافة التراب الوطني المغربي، فضلا عن إحداث مراكز جهوية متخصصة لعلاج السرطان تعد الأولى من نوعها بأفريقيا،   كما عملت المؤسسة على تمكين جميع المصابين بداء السرطان، الذين يعالجون بمراكز الأنكولوجيا العمومية و الحاملين لبطاقة نظام المساعدة الطبية “راميد”، من الاستفادة من الأدوية المتوفرة لعلاج السرطان بنسبة مائة في المائة.

## الحملات الإعلامية للمؤسسة
بادرت المؤسسة إلى تنظيم العديد من الحملات الإعلامية الواسعة النطاق لزرع الأمل في نفوس المرضى بإمكانية تحقق العلاج و بشكل نهائي و كذا للتحسيس بأهمية الكشف المبكر و دوره في الشفاء. و كان الملك محمد السادس قد استجاب لملتمس تقدمت به صاحبة السمو الملكي الأميرة للا سلمى رئيسة المؤسسة و وزارة الصحة و وزارة التنمية الاجتماعية و الأسرة و التضامن و مختلف الجمعيات العاملة في ميدان محاربة السرطان، و أعلن في 2007 يوم 22 نونبر من كل سنة يوما وطنيا لمحاربة داء السرطان.

## تمويل أعمال المؤسسة
تتمتع المؤسسة بصفة المنفعة العامة و يأتي التمويل حصريا على الشراكات المبرمة مع مختلف الهيئات الوطنية و الدولية، و كذا على سخاء العديد من المانحين الخواص المنخرطين في هذا العمل الإنساني، في حين تنفذ مهامها بتنسيق وثيق مع وزارة الصحة ومختلف المؤسسات الصحية الموجودة تحت وصايتها، كما تقودها أعمالها إلى العمل مع مجمل مهنيي قطاع الصحة وكذا مع وزارة التربية الوطنية ومختلف مؤسسات الرعاية العمومية.

### التطوع
تروم مؤسسة للا سلمى للوقاية وعلاج السرطان تحسين جودة حياة المواطنين المصابين بالسرطان و أقاربهم بتسهيل ولوجهم للعلاج و تقديم الدعم المادي والسيكولوجي لهم. تقترح الجمعية عدة مجالات للتطوع: المساعدة على إجراء المساعي الإدارية، تنظيم التنشيط في مراكز أنكولوجيا الأطفال، أنشطة مدرسية في مراكز أنكولوجيا الأطفال، المساعدة على العيش في دور الحياة، دعم التدبير اللوجيستي في دور الحياة، دعم على مستوى دار الحياة، مساعدة على مستوى المستشفى، مساعدة بالمنزل (شبكة للقرب).